# Liste des bourgmestres de Leipzig
Cette page liste les bourgmestres de Leipzig. Depuis 1877, leur titre est Oberbürgermeister (« bourgmestre supérieur ») remplaçant l'ancien titre de Bürgermeister (« bourgmestre »).

## Oberbürgermeisterdepuis 1877
| Oberbürgermeister                      | Période                                          |
| -------------------------------------- | ------------------------------------------------ |
| Burkhard Jung (SPD)                    | depuis le 29 mars 2006                           |
| Andreas Müller (intérim) (SPD)         | 22 novembre 2005 – 28. mars 2006                 |
| Wolfgang Tiefensee (SPD)               | 1er juillet 1998 – 21 novembre 2005/29 mars 2006 |
| Hinrich Lehmann-Grube (SPD)            | 4 juin 1990 – 1er juillet 1998                   |
| Günter Hädrich (SED)                   | 4 novembre 1989 – 4 juin 1990                    |
| Bernd Seidel (SED)                     | 20 janvier 1986 – 3 novembre 1989                |
| Karl-Heinz Müller (SED)                | 16 avril 1970 – 20 janvier 1986                  |
| Walter Kresse (SED)                    | 5 décembre 1959 – 15 avril 1970                  |
| Erich Uhlich (SED)                     | 10 octobre 1951 – 5 décembre 1959                |
| Max Opitz (SED)                        | 18 mai 1949 – 5 juin 1951                        |
| Erich Zeigner (SPD/SED)                | 16 juillet 1945 – 5 avril 1949                   |
| Wilhelm Johannes Vierling (sans parti) | 23 avril 1945 – 16 juillet 1945                  |
| Alfred Freyberg (NSDAP)                | 21 août 1939 – 18 avril 1945                     |
| Rudolf Haake (NSDAP)                   | 11 octobre 1938 – 20 août 1939                   |
| Walter Dönicke (NSDAP)                 | 12 octobre 1937 – 11 octobre 1938                |
| Rudolf Haake (NSDAP)                   | 1er avril 1937 – 11 octobre 1937                 |
| Carl Friedrich Goerdeler (DNVP)        | 23 mai 1930 – 31 mars 1937                       |
| Karl Rothe (DVP)                       | 2 janvier 1918 – 4 avril 1930                    |
| Rudolf Dittrich (NLP)                  | 14 juillet 1908 – 31 décembre 1917               |
| Carl Bruno Tröndlin (NLP)              | 2 octobre 1899 – 27 mai 1908                     |
| Otto Robert Georgi (NLP)               | 20 décembre 1877 – 30 septembre 1899             |

## Bürgermeisterde 1213 à 1877
| Bürgermeister                                   | Période                                                                                    |
| ----------------------------------------------- | ------------------------------------------------------------------------------------------ |
| Otto Robert Georgi                              | 28 octobre 1876 – 19 décembre 1877                                                         |
| Carl Wilhelm Otto Koch                          | 30 juin 1849 – 14 août 1876                                                                |
| Hermann Adolph Klinger                          | 19 avril 1848 – 18 mai 1849                                                                |
| Johann Carl Groß                                | 2 mars 1840 – 15 avril 1848                                                                |
| Christian Adolf Deutrich                        | 1er avril 1831 – 23 décembre 1839                                                          |
| Carl Friedrich Schaarschmidt                    | 1er avril 1831 – 13 septembre 1831                                                         |
| Johann Conrad Sickel                            | 1823, 1825, 1827 et 1829                                                                   |
| Friedrich Huldreich Carl Siegmann               | 1813, 1815, 1817, 1819, 1821, 1824, 1826, 1828 et 1830                                     |
| Christian Gottlob Einert                        | 1802, 1804, 1806, 1808, 1810, 1812, 1814, 1816, 1818, 1820 et 1822                         |
| Heinrich Friedrich Innocentius Apel             | 1801                                                                                       |
| Christian Gottfried Hermann                     | 1794, 1796, 1798, 1800, 1803, 1805, 1807, 1809 et 1811                                     |
| Adolph Christian Wendler                        | 1783, 1785, 1787, 1789, 1791 et 1793                                                       |
| Carl Wilhelm Müller                             | 1778, 1781, 1784, 1786, 1788, 1790, 1792, 1795, 1797 et 1799                               |
| Carl Gottfried von Winkler                      | 1776 et 1779                                                                               |
| Christian Wilhelm Küstner                       | 1771, 1773, 1774, 1776, 1777, 1780 et 1782                                                 |
| Christian Gotthelf Gutschmid (Gutschneider)     | 1763                                                                                       |
| Rudolph August Schubart                         | 1761, 1764, 1766, 1768 et 1769                                                             |
| Jacob Heinrich Born                             | 1759, 1762, 1765, 1767, 1770, 1772 et 1775                                                 |
| Carl Friedrich Trier                            | 1758                                                                                       |
| Gottfried Wilhelm Küstner                       | 1749, 1752, 1755, 1757 et 1760                                                             |
| Christian Ludwig Stieglitz                      | 1741, 1744, 1747, 1750, 1753 et 1756                                                       |
| Jacob Born jun.                                 | 1729, 1733, 1736, 1739, 1742, 1745, 1746, 1748, 1751 et 1754                               |
| Adrian Steger jun.                              | 1721, 1723, 1725, 1727, 1730, 1732, 1735, 1738 et 1741                                     |
| Gottfried Lange                                 | 1719, 1722, 1724, 1726, 1728, 1731, 1734, 1737, 1740 et 1743                               |
| Quirin Hartmann Schacher                        | 1713, 1715 et 1718                                                                         |
| Quintus Septimus Florens Rivinus                | 1712                                                                                       |
| Gottfried Graeve                                | 1709, 1712, 1714 et 1717                                                                   |
| Georg Winckler                                  | 1708 et 1711                                                                               |
| Abraham Christoph Platz                         | 1705, 1707, 1710, 1716 et 1720                                                             |
| Johann Alexander Christ                         | 1703, 1704 et 1706                                                                         |
| Franz Conrad Romanus                            | 1701 et 1703                                                                               |
| Johann Friedrich Falkner                        | 1697, 1699, 1700 et 1702                                                                   |
| Adrian Steger                                   | 1686, 1689, 1692, 1694–1695 et 1698                                                        |
| Jacob Born (der Ältere)                         | 1679, 1682, 1685, 1688 et 1691                                                             |
| Paul Wagner                                     | 1663, 1666, 1669, 1672, 1675, 1678, 1681, 1684, 1687, 1690, 1693 et 1696                   |
| Christian Lorentz von Adlershelm                | 1659, 1662, 1665, 1668, 1671, 1674, 1677, 1680 et 1683                                     |
| Christoph Pincker jun.                          | 1655, 1658, 1661, 1664, 1667, 1670, 1673 et 1676                                           |
| Jacob Metzer (Metzner)                          | 1650, 1653 et 1656                                                                         |
| Friedrich Kühlewein                             | 1647, 1649, 1652, 1654, 1657 et 1660                                                       |
| Leonhard Herrmann                               | 1646                                                                                       |
| Sigismet Finckelthaus                           | 1639 et 1642–1644                                                                          |
| Christian Eulenau                               | 1638 et 1641                                                                               |
| Leonhard Schwendendörffer d.J.                  | 1637, 1640, 1645, 1648 et 1651                                                             |
| Johann Zabel                                    | 1636                                                                                       |
| Adam Herre                                      | 1630 et 1633                                                                               |
| Ernst Mossbach                                  | 1621, 1624, 1627, 1628, 1631 et 1634                                                       |
| Friedrich Meyer                                 | 1620, 1623, 1626, 1629, 1632 et 1635                                                       |
| Paul Calemberg                                  | 1615 et 1618                                                                               |
| Caspar Gräfe                                    | 1609                                                                                       |
| Leonard Oelhafen d.Ä.                           | 1606 et 1609                                                                               |
| Theodor Möstel                                  | 1604, 1607, 1610, 1613, 1616, 1619, 1622 et 1625                                           |
| Johann Seidel                                   | 1603                                                                                       |
| Johann Peilicke                                 | 1602, 1605, 1608, 1611, 1614, et 1617                                                      |
| Jacob Grube (Griebe)                            | 1598 et 1601                                                                               |
| Daniel Schönherr                                | 1597 et 1600                                                                               |
| Johann Mönch (Munch, Monachus)                  | 1596 et 1599                                                                               |
| Siegmet Badehorn                                | 1594                                                                                       |
| Reinhard Bachofen                               | 1588 et 1591                                                                               |
| Andreas Sieber                                  | 1584, 1587, 1590 et 1593                                                                   |
| Paul Franckenstein I.                           | 1579, 1582 et 1585                                                                         |
| Peter Büchner (Bucher)                          | 1578 et 1581                                                                               |
| Johann Wolfgang Peilicke                        | 1577, 1580, 1583, 1586, 1589, 1592, (1594) et 1595                                         |
| Hieronymus Rauscher, d. J.                      | 1566, 1569, 1572 et 1574–1576                                                              |
| Leonhard Badehorn                               | 1562, 1565, 1568 et 1571                                                                   |
| Nicolaus Volckmar II.                           | 1559                                                                                       |
| Modestinus Pistoris                             | 1557, 1560 et 1563                                                                         |
| Hieronymus Lotter                               | 1555/1556, 1558, 1561, 1564, 1567, 1570 et 1573                                            |
| Andreas Wanne                                   | 1548, 1551 et 1554                                                                         |
| Johann Schöffel (Scheffel, Schoffel)            | 1547, 1550 et 1553                                                                         |
| Ludwig Fachs                                    | 1534, 1537, 1540, 1543, 1546, 1549 et 1552                                                 |
| Wolf(gang) Wiedemann (Wydemann, Widemann)       | 1527, 1530, 1533, 1536, 1539, 1542 et 1545                                                 |
| Egidius March                                   | 1520, 1523, 1526, 1529, 1532, 1535, 1538, 1541 et 1544                                     |
| Johann Lindemann                                | 1514 et 1517                                                                               |
| Hans (Johann) von Leimbach (Limbach, Limpach)   | 1511                                                                                       |
| Benedict Beringershain (Welgerßhain)            | 1509, 1512, 1515, 1518 et 1524                                                             |
| Thomas Schöbel                                  | (1502), 1505, (1508)                                                                       |
| Bartholomäus Abt                                | 1501, 1504, 1506, 1507, 1508, 1510, 1513, 1516, 1519, 1521, 1522, 1525, 1527, 1528 et 1531 |
| Johann Wilde (Walde)                            | 1483, 1484, 1489, 1492, 1495, 1498, 1500, 1502, 1503, (1506?)                              |
| Jacob Thümmel (Tommel)                          | 1473, 1476, 1479, 1482, 1485, 1488, 1491, 1494 et 1497                                     |
| Johannes Schober                                | 1474, 1477 et 1480                                                                         |
| Ludwig Scheibe                                  | 1472, 1475, 1478, 1479, 1481, 1483, 1484, 1487, 1490, 1493, 1496 et 1499                   |
| Nicolaus Pistoris                               | 1467 et 1470                                                                               |
| Hans Traupitz (Trupitz)                         | 1466 et 1469                                                                               |
| Hanns Stockhardt (Stokart)                      | 1465, 1468 et 1471                                                                         |
| Johann Meurer (Meyer, Sprottau, Mewrersch)      | 1464                                                                                       |
| Reinhardt Straube (Steube, Goldsmyd)            | 1452, 1455, 1458 et 1461                                                                   |
| Jacobus Meiseberg (genannt Stendal)             | 1450, 1453, 1456, 1459 et 1462                                                             |
| Johann Seydenheffter (Sydenhefter)              | 1449                                                                                       |
| Hanns Thümmel (Thommel, Tumel)                  | 1448, 1451, 1454, 1457, 1460 et 1463                                                       |
| Stephan Stuiß                                   | 1441, (1443), 1444, 1447, (1449)                                                           |
| Johann Wachau                                   | 1433, 1434, 1436, 1439, 1442 et 1445                                                       |
| Peter Ileburg (von Eilenburg)                   | (1423, 1425), 1431, 1434, 1437, 1443 et 1446                                               |
| Conrad Beer (Beyer, Becker, Berl)               | 1423, 1426, 1432, 1435 et 1438                                                             |
| Hans Schreiber                                  | 1405                                                                                       |
| Nickel Staus (Stuez, Stuss)                     | 1398, 1409, 1418, (1423, 1427, 1430)                                                       |
| Ciriacus aus Pösna (von der Pezna, Pezzene)     | 1398                                                                                       |
| Johann Alber                                    | 1390, 1393, 1396 et 1399                                                                   |
| Heinrich Hunlebin                               | 1386/87                                                                                    |
| Johann Hosang                                   | 1381 bis 1384                                                                              |
| Johann de Ileburg                               | 1380                                                                                       |
| Henczel Gunther                                 | 1368                                                                                       |
| Johann Lindenau                                 | à partir de 1361                                                                           |
| Titz de Sivertshain (Titzmann von der Muncz)    | entre 1361 et 1395                                                                         |
| Johann Stusius (Schuß)                          | 1359                                                                                       |
| Johannes Tammenheim                             | entre 1349 et 1364                                                                         |
| Wernher von Halle                               | entre 1349 et 1359                                                                         |
| Conradus                                        | préfet et écoutète (praefectus et scultetus) de 1339 à 1352                                |
| Johann von der Hayda                            | 1345                                                                                       |
| Johann von Mockau                               | 1336 bis 1342                                                                              |
| Theodoricus von der Neustadt                    | 1333                                                                                       |
| Johann von Lobenitz (Luybenicz)                 | 1335                                                                                       |
| Johannes Cine                                   | 1316                                                                                       |
| Rudolph de Beringershayn                        | 1311                                                                                       |
| Nicolaus de Grimmis                             | 1309                                                                                       |
| Conradus Papa                                   | 1305                                                                                       |
| Johannes ?                                      | 1304                                                                                       |
| Johann de Loebnitz (Lubenitz, Lubnizc, Löbnitz) | 1295                                                                                       |
| Simon Scultetus de Wyda                         | écoutète en 1294                                                                           |
| Martinus de Grimmis                             | 1293 et 1294                                                                               |
| Johannes Wermann (Vurman, de Auriga)            | 1292 et 1301                                                                               |
| Simon Ecstete (Ekstet)                          | président du conseil (magister consulum) 1292                                              |
| Simon Scultetus                                 | père et fils (et petit-fils ?) entre 1279 et 1349                                          |
| Albertus                                        | écoutète de 1250 à avant 1275                                                              |
| Theodoricus Scultetus                           | écoutète en 1254 et 1255                                                                   |
| Henricus Scultetus                              | écoutète en 1213 et 1230                                                                   |

## Source
- Karin Kühling, Doris Mundus : Leipzigs regierende Bürgermeister vom 13. Jahrhundert bis zur Gegenwart. Sax-Verlag, Beucha 2000,  (ISBN 3-934544-02-9).